# Маја Чампар
Маја Чампар (Подгорица, 4. октобар 1996) српска је глумица. Дипломирала је глуму на новосадској Академији уметности, у класи професора Никите Миливојевића.

## Каријера
Током студија је играла у представама Вештице из Салема, Српског народног позоришта, док се касније прикључила ансамблу представе Semper idem, Народног позоришта у Сомбору. Појавила се у кратком филму Челкаш, а нешто запаженије улоге остварила је у филму Све је текло сигурним током и серији Дуг мору. Једна од главних улога припала јој је у подели телевизијског пројекта Сложна браћа — Next Đeneration.

## Улоге

### Позоришне представе
| Наслов            | Улога         | Редитељ            | Позориште                | Премијера          |
| ----------------- | ------------- | ------------------ | ------------------------ | ------------------ |
| Вештице из Салема | Сузана Волкот | Никита Миливојевић | Српско народно позориште | 9. новембар 2018.  |
|                   |               | Горчин Стојановић  | Народно позориште Сомбор | 23. новембар 2019. |

### Филмографија
| Год.       | Назив                                   | Улога             |
| ---------- | --------------------------------------- | ----------------- |
| 2010-е▲    |                                         |                   |
| 2019.      | Играчица                                |                   |
| 2019—2021. | Дуг мору (серија)                       | Вида              |
| 2020-е▲    |                                         |                   |
| 2021.      | Све је текло сигурним током             | Нађа              |
| 2022.      | Мар (кратки филм)                       | Ана               |
| 2021.      | Време зла (серија)                      | Кетрин            |
| 2022—2023. | Сложна браћа — Next Đeneration (серија) | Радица Станојевић |
| 2023.      | Што се боре мисли моје                  | Милица Ђорђевић   |
| 2023.      | Чувари формуле                          | Вера              |
| 2024.      | Мочвара (серија)                        | Марта             |